# Muktar Edris
Muktar Edris, född 14 januari 1994, är en etiopisk friidrottare som blev världsmästare på 5 000 meter löpning vid världsmästerskapen i friidrott 2017.
Edris deltog vid olympiska sommarspelen 2016. Edris tog guld på 5 000 meter vid Världsmästerskapen i friidrott 2019.

### Fotnoter
1. ↑  ”Athlete profile Muktar Edris”. iaaf.org. IAAF. https://www.iaaf.org/athletes/ethiopia/muktar-edris-262470. Läst 12 augusti 2017.
2. ↑  "IAAF WORLD CHAMPIONSHIPS LONDON 2017 - 5 000 METRES MEN". Läst 12 augusti 2017. (engelska)
3. ↑  Muktar Edris at the Olympics Results in the Olympic Games
4. ↑  ”Norske 19-åringen föll igenom – etiopisk seger på 5.000 meter”. dn.se. 30 september 2019. https://www.dn.se/sport/norske-19-aringen-foll-igenom-etiopisk-seger-pa-5000-meter/. Läst 30 september 2019.